# イッテンモノ
『イッテンモノ』は、テレビ朝日で放送されていたバラエティ番組。
2017年8月27日（26日深夜）にレギュラー版が放送開始。同年10月からは木曜0:15 - 0:45（水曜深夜）枠に移動して放送。それ以前に全4回のパイロット版を『キタイチ』枠にて放送した。

## 概要
人気漫才師によるトーク&ネタ番組。
巷で注目を集めているゲストを迎え、トークで引き出したキーワードからゲストのためにオーダーメイドの「イッテンモノ漫才」を作成し、披露する。
「イッテンモノ漫才」を披露する2人はゲストがその回のMC6〜8人の中からシャッフルして選ぶ。
オープニングテーマ曲はピットブル『Bad Man』。
2018年9月27日を以て終了。最終回はMCによる純正コンビ3組が即興漫才を繰り広げた。。

## 出演者
MC
- 千鳥（大悟・ノブ[注 2]）
- サンドウィッチマン（伊達みきお・富澤たけし）
- 三四郎（小宮浩信[注 2]・相田周二[注 3][注 4]）

※レギュラー版開始直後の日曜放送時代は千鳥のみで、これに下記のゲストMC2組が加わる形だった。
ゲストMC
毎回、1組のゲスト芸人がMCに加わる（レギュラー版開始直後の日曜放送時代は2組）。

## 漫才師の選出
番組の終わりにゲストがMCの中から漫才を行ってほしい芸人を2人、選出する。選ばれた芸人は10分程度でそのゲストに関するオーダーメイドの「イッテンモノ漫才」を制作し披露する。選出された漫才師の一覧は上記表を参照のこと。
レギュラーMCが漫才を行った回数は以下の通り。
- ノブ（千鳥） - 10回
- 大悟（千鳥） - 13回
- 伊達みきお（サンドウィッチマン） - 12回
- 富沢たけし（サンドウィッチマン） - 11回
- 小宮浩信（三四郎） - 13回
- 相田周二（三四郎） - 7回

## スピンオフ
2018年6月にAbemaTVにて、スピンオフ番組として「若（ヤング）イッテンモノ」が配信された。メインMCは三四郎。

## スタッフ
- 構成：北本かつら、松本建一
- TD：時田将光
- カメラ：高橋広
- VE：橋本潤
- PA：中島奈緒子
- 照明：岡本勝彦
- 美術進行：高崎絵織
- ヘアメイク：川口カツラ店
- 編集：松尾智文
- MA：村田祐一
- 音効：岩下康洋
- CG：ODDJOB
- 編成：田中真由子
- デスク：原利加子
- 宣伝：堀場綾技子
- 技術協力：テイクシステムズ、ロッコウ・プロモーション、共立ライティング、マックレイ
- 美術協力：テレビ朝日クリエイト
- 制作協力：ピコパンチ
- ディレクター：南家幸太、平賀知博、大野寿之、竹原信太郎
- 演出：広瀬陽一
- プロデューサー：松本能幸、鈴木佐江子
- ゼネラルプロデューサー：寺田伸也
- 制作著作：テレビ朝日

## ネット局と放送時間

### レギュラー版（日曜未明時代）
| 放送対象地域 | 放送局           | 系列           | 放送曜日・放送時間           | 遅れ   |
| ------------ | ---------------- | -------------- | ---------------------------- | ------ |
| 関東広域圏   | テレビ朝日（EX） | テレビ朝日系列 | 日曜 0:30 - 1:00（土曜深夜） | 制作局 |

### レギュラー版（木曜未明時代）
| 放送対象地域   | 放送局                   | 系列           | 放送曜日・放送時間            | 遅れ       | 備考      |
| -------------- | ------------------------ | -------------- | ----------------------------- | ---------- | --------- |
| 関東広域圏     | テレビ朝日（EX）         | テレビ朝日系列 | 木曜 0:15 - 0:45 （水曜深夜） | 制作局     | 制作局    |
| 青森県         | 青森朝日放送（ABA）      | テレビ朝日系列 | 木曜 0:15 - 0:45 （水曜深夜） | 同時ネット |           |
| 岩手県         | 岩手朝日テレビ（IAT）    | テレビ朝日系列 | 木曜 0:15 - 0:45 （水曜深夜） | 同時ネット |           |
| 秋田県         | 秋田朝日放送（AAB）      | テレビ朝日系列 | 木曜 0:15 - 0:45 （水曜深夜） | 同時ネット |           |
| 山形県         | 山形テレビ（YTS）        | テレビ朝日系列 | 木曜 0:15 - 0:45 （水曜深夜） | 同時ネット |           |
| 福島県         | 福島放送（KFB）          | テレビ朝日系列 | 木曜 0:15 - 0:45 （水曜深夜） | 同時ネット |           |
| 新潟県         | 新潟テレビ21（UX）       | テレビ朝日系列 | 木曜 0:15 - 0:45 （水曜深夜） | 同時ネット | [ 注 16 ] |
| 長野県         | 長野朝日放送（abn）      | テレビ朝日系列 | 木曜 0:15 - 0:45 （水曜深夜） | 同時ネット |           |
| 山口県         | 山口朝日放送（yab）      | テレビ朝日系列 | 木曜 0:15 - 0:45 （水曜深夜） | 同時ネット |           |
| 沖縄県         | 琉球朝日放送（QAB）      | テレビ朝日系列 | 木曜 0:15 - 0:45 （水曜深夜） | 同時ネット |           |
| 北海道         | 北海道テレビ（HTB）      | テレビ朝日系列 | 月曜 0:55 - 1:25 （日曜深夜） | 遅れネット | [ 注 17 ] |
| 石川県         | 北陸朝日放送（HAB）      | テレビ朝日系列 | 月曜 1:25 - 1:55 （日曜深夜） | 遅れネット | [ 注 18 ] |
| 香川県・岡山県 | 瀬戸内海放送（KSB）      | テレビ朝日系列 | 火曜 0:20 - 0:50 （月曜深夜） | 遅れネット | [ 注 19 ] |
| 近畿広域圏     | 朝日放送テレビ（ABC）    | テレビ朝日系列 | 月曜 0:55 - 1:25 （日曜深夜） | 遅れネット | [ 注 21 ] |
| 中京広域圏     | メ〜テレ (NBN)           | テレビ朝日系列 | 木曜 0:20 - 0:50 （水曜深夜） | 遅れネット | [ 注 22 ] |
| 広島県         | 広島ホームテレビ（HOME） | テレビ朝日系列 | 木曜 1:58 - 2:28 （水曜深夜） | 遅れネット | [ 注 23 ] |
| 愛媛県         | 愛媛朝日テレビ（eat）    | テレビ朝日系列 | 木曜 1:55 - 2:25 （水曜深夜） | 遅れネット | [ 注 24 ] |
| 福岡県         | 九州朝日放送（KBC）      | テレビ朝日系列 | 月曜 0:55 - 1:25 （日曜深夜） | 遅れネット |           |
| 長崎県         | 長崎文化放送（NCC）      | テレビ朝日系列 | 金曜 1:15 - 1:45 （木曜深夜） | 遅れネット | [ 注 25 ] |
| 熊本県         | 熊本朝日放送（KAB）      | テレビ朝日系列 | 水曜 1:20 - 1:50 （火曜深夜） | 遅れネット |           |
| 鹿児島県       | 鹿児島放送（KKB）        | テレビ朝日系列 | 火曜 1:20 - 1:50 （月曜深夜） | 遅れネット |           |
| 静岡県         | 静岡朝日テレビ（SATV）   | テレビ朝日系列 | 不定期放送                    | 遅れネット |           |
| 鳥取県・島根県 | 山陰放送（BSS）          | TBS系列        | 火曜 1:28 - 1:58 （水曜深夜） | 遅れネット | [ 注 26 ] |